# Miná

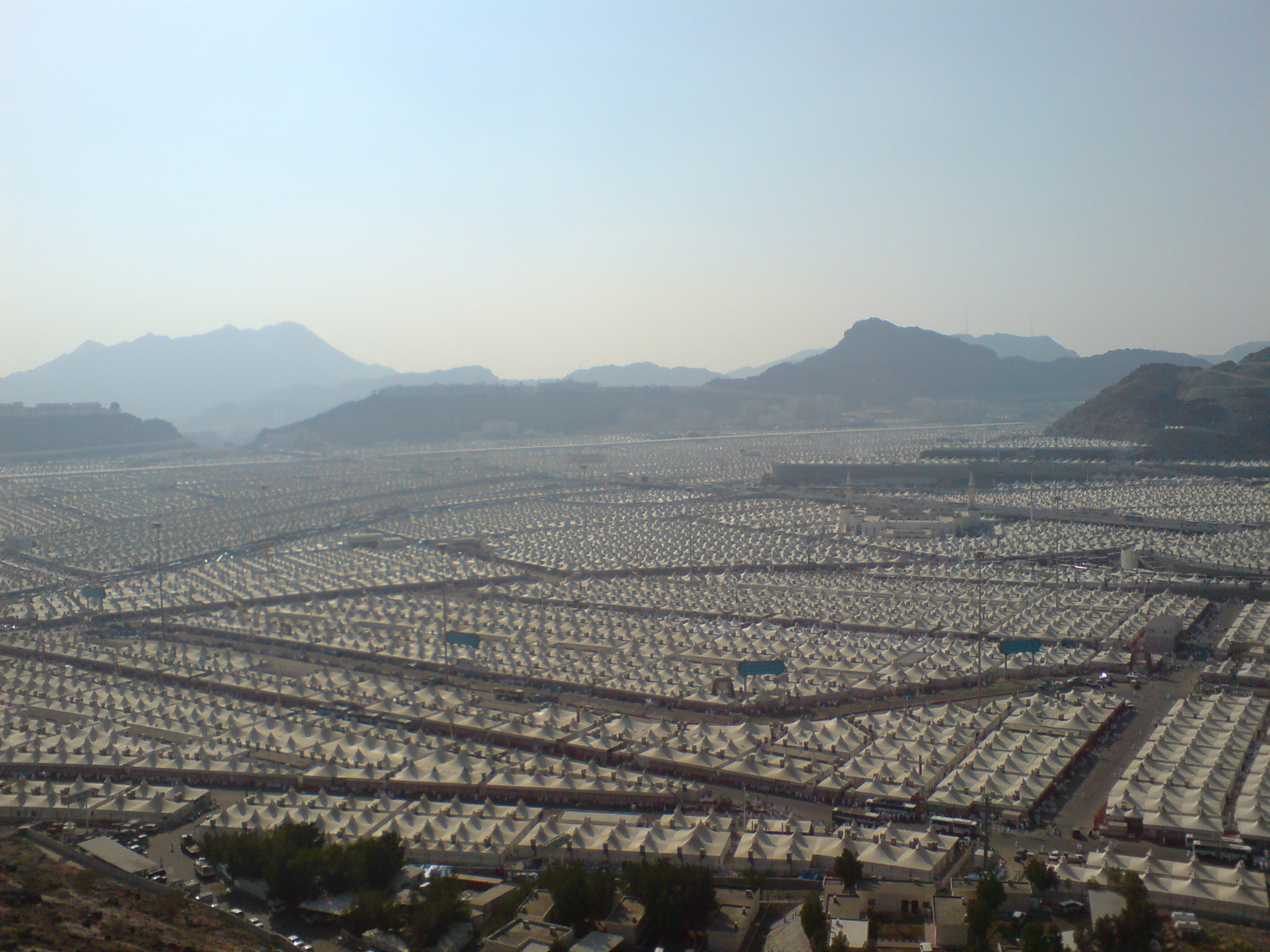
Stany v Miná během hadždže

Miná je oblast v Saúdské Arábii, asi pět kilometrů východně od Mekky. Leží asi na půli cesty mezi planinou Arafát a samotnou Mekkou. Miná je známa především díky pouti hadždž, během které je zde rozloženo ohromné množství bílých stanů, ve kterých jsou ubytovány statisíce poutníků.
V Miná se nachází most Džamarat, který slouží pro přístup ke třem zdem, jež jsou dlouhé 26 metrů a představují satana během jeho kamenování poutníky.
V minulých letech došlo během poutě k mnoha tragickým událostem. Z bezpečnostního hlediska je nejrizikovější právě kamenování satana v Miná, které si v roce 2006 vyžádalo přes tři sta ušlapaných a další stovky zraněných poutníků. V důsledku toho přijala vláda Saúdské Arábie řadu bezpečnostních opatření včetně stavebních úprav údolí Miná.
Přes rozsáhlá opatření došlo koncem září 2015 během hadždže tohoto roku opět v Miná k ještě většímu neštěstí, při kterém bylo podle neúplné bilance zabito nejméně 717 obětí paniky ušlapáním a zraněno 863 poutníků.